# 배꼽과 무릎사이
"배꼽과 무릎사이"는 한국에서 제작된 이숭환 감독의 2013년 멜로/로맨스 영화이다. 허동원 등이 주연으로 출연하였다.

## 출연

### 주연
- 허동원
- 정호준
- 보리

### 조연
- 지현
- 이요성
- 문이현

## 기타
- 제작부: 유요한
- 제작부: 고대현
- 조명: 이태호
- 조명: 최인기
- 조명부: 김승수
- 조감독: 최대희
- 조감독: 전소민
- 동시녹음: 한동훈
- 동시녹음: 이승현
- 미술: 우석제
- 미술: 우지원
- CG: 최대희
- 분장: 김현정
- 분장: 이재은
- 분장: 이언주
- 분장: 오주연
- 분장: 민수연
- 의상: 엘리엇
- 의상: 엄효지
- 지미집: 김종현
- 지미집: 권태원
- 지미집: 강현준
- 매니저부문: 김동욱
- 매니저부문: 정민영
- 매니저부문: 고대한
- 메이킹: 전소민
- 보조출연: 정원